# Dracula Untold
Dracula Untold (conocida en español como Drácula: la leyenda jamás contada en España y Drácula: la historia jamás contada en Hispanoamérica) es una película estadounidense de 2014 dirigida por Gary Shore y protagonizada por Luke Evans, y que contó entre su reparto con Sarah Gadon, Charles Dance, Zach McGowan y Art Parkinson.

## Sinopsis
Vlad Tepes (Luke Evans), príncipe de Valaquia y Transilvania, se niega a una petición del sultán del Imperio otomano Mehmed II (Dominic Cooper): entregar a mil niños para ser convertidos en jenízaros. Eso implica entrar en guerra con el que antaño fuera su amigo y, para evitar una masacre, decide hacer un pacto con un ser diabólico que está oculto en una cueva: dicho ser (Charles Dance) le entregará su poder durante tres días a cambio de que no pruebe la sangre humana. El poder de aquel ser le otorga habilidades únicas, como moverse a gran velocidad, detectar el calor y pulso de cualquier mamífero en medio de una total oscuridad, resistencia y fuerza sobrehumanas y controlar a voluntad a una inmensa colonia de murciélagos vampiros. Si durante esas 72 horas llega a beber sangre de una persona solo por una vez, eternamente será ese ser diabólico. Esta es la historia de como Vlad Tepes se convirtió en Drácula.

## Argumento
En el siglo XV,  Vlad Drăculea es el Príncipe de Valaquia y Transilvania. Cuando era niño, era un  pupilo real en el palacio del Sultán del Imperio Otomano y fue entrenado para ser un soldado en el cuerpo de élite del Sultán, los Jenízaros, donde se convirtió en su guerrero más temido. Fue llamado "Vlad el Empalador,  Hijo del Dragón", después de matar a miles de empalar con lanzas, pero se enfermó por sus propios actos y abandonó Su pasado.
Ahora gobernando sus dominios en paz, Vlad y sus soldados descubren un casco en un arroyo y temen que un grupo de exploración otomano esté preparando el camino para la invasión. El arroyo conduce a la Montaña de los Dientes Rotos, en la cima de la cual hay una cueva alfombrada con hueso triturado. Dentro de la cueva, son atacados en la oscuridad por una criatura humanoide inhumanamente fuerte y rápida, matando al séquito de Vlad. Al regresar a su castillo, Vlad se entera por un monje local que la criatura es un vampiro, un romano de los días del  Imperio llamado Calígula, que fue engañado por un demonio. por el éxito personal y los grandes poderes, pero quedó atrapado en la cueva como precio por ello. Vlad celebra una fiesta de Pascua con su esposa Mirena y su hijo Îngeraș, cuando un contingente otomano llega al castillo. Vlad les ofrece el pago de tributo habitual de monedas de plata, pero el  emisario quiere un tributo adicional de 1,000 niños para ser entrenados como jenízaros. Vlad se niega. Mirena cree que Vlad puede convencer a Sultan Mehmed II para que muestre piedad. Vlad se ofrece en lugar de los chicos; pero Mehmed se niega y exige al hijo de Vlad además.
Sabiendo que se acerca la guerra, Vlad regresa a la cueva de la Montaña de los Dientes Rotos para buscar ayuda del vampiro. El vampiro le dice que hay consecuencias y le ofrece un poco de su sangre, lo que le dará temporalmente a Vlad los poderes de un vampiro. Si resiste la intensa necesidad de beber sangre humana durante tres días, volverá a ser humano. De lo contrario, seguirá siendo un vampiro para siempre, y el vampiro antiguo será liberado, el sello de su cueva se romperá por haberle dado a la oscuridad una ofrenda digna para plagar al mundo como él. Vlad acepta la oferta. Descubre que tiene la capacidad de transformarse en una nube de murciélagos. Cuando regresa al Castillo de Drácula, el ejército otomano ataca, pero Vlad los mata a todos sin ayuda. Luego envía a la mayoría de los súbditos del castillo al Monasterio de Cozia por seguridad.
Mirena se entera de la maldición de Vlad, ya que lo ve sosteniendo plata para mantenerse débil cuando está cerca de su gente para evitar revelarles su condición o atacarlos por sangre. El aumento repentino de la fuerza de Vlad también despierta sospechas entre sus súbditos.
Esa noche, el ejército otomano marcha hacia el monasterio. Vlad ordena a un enorme enjambre de murciélagos que los repele; sin embargo, los soldados son en realidad una fuerza señuelo, lo que permite a un puñado de turcos infiltrarse en el monasterio, matar a muchos de los habitantes y secuestrar a Îngeraș. Mirena intenta defender a su hijo y cae desde el borde del muro del monasterio. A pesar de su velocidad sobrehumana, Vlad no puede alcanzarla a tiempo. Al morir, Mirena le ruega a Vlad que beba su sangre antes de que salga el sol y levante su maldición, para que tenga la fuerza para salvar a su hijo. Vlad bebe su sangre a regañadientes, lo que desencadena su transformación final en un vampiro de pura sangre y le otorga poderes aún mayores, y al hacerlo, libera al antiguo vampiro de su cueva al romper el sello mágico que lo aprisiona. Mientras lo hace, convoca nubes de tormenta negras para bloquear el sol. Vlad regresa al monasterio y convierte al pequeño grupo de sobrevivientes y heridos de muerte en vampiros también.
En el campamento del ejército otomano, Mehmed se prepara para una invasión masiva de Europa. Vlad y sus vampiros llegan, ocultos por una gran tormenta eléctrica, y masacran fácilmente a los aterrorizados soldados otomanos, mientras que Vlad va tras Mehmed, que mantiene cautiva a Îngeraș. Consciente de que la plata debilita a los vampiros, Mehmed ha revestido el suelo de su tienda con monedas de plata, lo que hace que la fuerza y la velocidad de Vlad sean las de un humano, y perjudica su visión, mientras Mehmed lucha contra él con una espada de plata. Él domina a Vlad y se prepara para empalar su corazón con una estaca de madera, pero Vlad se convierte en una bandada de murciélagos y lo evade. Tomando el nombre de "Drácula, hijo del diablo", mata a Mehmed con la estaca y bebe su sangre. Vlad luego envía a Îngeraș lejos antes de que su ejército de vampiros se aproveche de él, y disipa las nubes de tormenta para que los vampiros, incluido él mismo, se quemen y mueran en la luz. Sin embargo, un hombre que había observado previamente la naturaleza de Vlad y deseaba servirle arrastra su cuerpo moribundo fuera de la luz del sol y le ofrece su sangre, que devuelve a Vlad a la vida. Con Vlad presuntamente muerto y Europa salvada de la invasión otomana, Îngeraș es coronado como el nuevo Príncipe de Valaquia.
En la actualidad, Vlad ahora conocido como Drácula conoce a una mujer llamada  Mina que se parece sorprendentemente a Mirena, en las calles de una ciudad moderna (Londres). El vampiro que maldijo a Vlad los observa desde lejos. Mientras se alejan, él los sigue diciendo "Que comience el juego".

## Reparto
- Luke Evans como Vlad Tepes / Drácula.
- Dominic Cooper como el Sultán Mehmed II.
- Sarah Gadon como Mirena, esposa de Vlad.
- Art Parkinson como Îngeraș, hijo de Vlad y Mirena.
- Charles Dance como Calígula el anciano vampiro.
- Jakub Gierszał como Acemi.
- William Houston como Cazan.
- Diarmaid Murtagh como Dumitru.
- Noah Huntley como el Capitán Petru.
- Paul Kaye como Lucian el monje.
- Zach McGowan como Shkelgim el gitano.
- Ferdinand Kingsley como Hamza Bey.
- Joseph Long como Turahanoğlu Ömer Bey.
- Thor Kristjansson como Bright Eyes.

## Reinicio de la franquicia
De la mano de los productores Alex Kurtzman, Chris Morgan, Noah Hawley, Aaron Guzikowski y Ed Solomon, Universal Pictures decidió crear un nuevo Universo cinematográfico de los Monstruos Clásicos (conocido en inglés como Dark Universe), Sin embargo, Universal ha afirmado que las películas del universo serán del género de acción/aventura en lugar de terror, similar al Universo cinematográfico de Marvel.
La primera película del nuevo universo fue Dracula Untold, no obstante debido a que crítica y "financieramente" fue mal recibida, un nuevo reinicio se intentó en 2017 con La Momia, que se estrenó en 2017. Debido a que La Momia también tuvo un resultado decepcionante en crítica y taquilla, y tras la salida de los llamados "arquitectos" del Dark Universe Alex Kurtzman y Chris Morgan, Universal anunció el aplazamiento indefinido de la producción anunciada de la siguiente entrega de la adaptación de La novia de Frankenstein.